# Luke Edward Wright
Luke Edward Wright (29 agosto 1846 – Memphis, 17 novembre 1922) è stato un politico statunitense.

## Biografia
Fu il quarantatreesimo segretario alla Guerra degli Stati Uniti,  sotto il presidente degli Stati Uniti d'America Theodore Roosevelt (26º presidente). Nato nella contea di Giles, stato del Tennessee.
Si trasferì con la famiglia a Memphis nel 1850. Dopo aver frequentato le scuole pubbliche, entrò a far parte delle Forze armate degli Stati Confederati d'America. Fra le altre cariche svolte quella di Governatore generale delle Filippine.

## Riconoscimenti
Il parco Wright a Baguio, Filippine è stato chiamato così in suo onore.